# Hannah Karminski
Minna Johanna (Hannah) Karminski (Berlijn, 9 april 1897 – Auschwitz, 4 juni 1943) was een Duitse pedagoog en maatschappelijk werkster. Zij gaf van 1936 tot 1938 leiding aan de Jüdischer Frauenbund.

## Levensloop
Karminski was de dochter van de bankier Adolf Abraham Karminski en zijn vrouw Selma Cohn. Zij werd geboren in de Oranienburger Straße in de Berlijnse voorstad Spandau. Zij volgde een opleiding tot kleuterleidster en werkte vervolgens korte tijd op een Joodse kleuterschool in Berlijn. Vervolgens bezocht ze in Hamburg het Sociaalpedagogisch Instituut van Gertrud Bäumer en Marie Baum, waarop Karminski besloot zich om te scholen tot maatschappelijk werkster.
In Frankfurt am Main vond Karminski haar eerste baan als leidster van lokale Joodse meisjesclubs. Daar leerde Karminski ook de veertig jaar oudere Bertha Pappenheim kennen, met wie zij een hechte band ontwikkelde. Pappenheim was oprichter en gezicht van de Jüdischer Frauenbund, de belangrijkste Joodse vrouwenvereniging waar op het hoogtepunt vijftien tot twintig procent van alle Joodse vrouwen in Duitsland bij was aangesloten. 
Karminski verhuisde naar Berlijn en was vanaf 1925 verantwoordelijk voor de uitgave van het verenigingsblad Blätter des Jüdischen Frauenbundes für Frauenarbeit und Frauenbewegung. Karminski verschilde regelmatig van mening met Pappenheim. Zo had Karminski een duidelijke voorkeur dat sociaal werk door beroepskrachten werd verricht, terwijl Pappenheim een voorliefde had voor vrijwilligers. Tot blijvende frictie tussen beide vrouwen leidden de meningsverschillen nooit. Na het overlijden van Pappenheim nam Karminski haar takenpakket grotendeels over.
Sinds april 1933 was het Joden niet toegestaan om les de volgen aan reguliere opleidingsinstituten tot kinderjuffrouw. Karminski was samen met Cora Berliner betrokken bij de oprichting voor een Joods opleidingsinstituut voor kinderwerkers. Tijdens Kristallnacht op 10 november 1938 werd Karminski opgepakt, maar na enkele uren weer vrijgelaten. Het verenigingsblad van de Frauenbund kreeg een publicatieverbod opgelegd. Een jaar later werd ook de Bond verboden. Zij ging op in de Reichsvereinigung der Juden in Deutschland. Karminski werd ook actief voor deze koepelorganisatie. Zij werd eerst hoofd van de welzijnsafdeling en later van de afdeling welzijn en emigratieadvies. Karminski was betrokken bij de zogeheten kindertransporten waarmee meer dan vijftienduizend Joodse kinderen ontkwamen naar Engeland en andere Europese landen. Zij reisde persoonlijk mee naar Engeland als begeleider (volwassen begeleiders kregen van de nazi-autoriteiten soms toestemming om mee te reizen, op voorwaarde dat zij terugkeerden. Anders dreigden de Duitsers om alle kindertransporten stil te leggen).
In de tweede helft van de jaren dertig kreeg Karminski een liefdesrelatie met haar Joodse collega Paula Fürst. Beide vrouwen gingen samenwonen. Fürst werd in juni 1942 op transport gezet naar Minsk. Cora Berliner maakte onderdeel uit van hetzelfde transport. Zowel Fürst als Berliner verloren het leven. Het vertrek van Fürst trof Karminski zwaar. Zij besloot echter zelf in Duitsland te blijven omdat zij zich te nauw betrokken voelde bij haar welzijnswerk. Op 9 december 1942 maakte Karminski deel uit van een uit duizend man bestaand transport naar Auschwitz. Op 4 juni 1943 vond zij daar de dood.